# Michael Hector
Michael Anthony James Hector (* 19. Juli 1992 in East Ham, London, England) ist ein jamaikanisch-britischer Fußballspieler. Der Innenverteidiger stand zuletzt bei Charlton Athletic unter Vertrag und ist jamaikanischer Nationalspieler.

## Karriere

### Vereine
Hector spielte in seiner Jugend für den FC Millwall und den FC Thurrock, bevor er 2009 zum FC Reading wechselte. Von dort aus folgten bis 2014 etliche Leihgeschäfte, ehe er ab der Saison 2013/14 in der ersten Mannschaft Readings eingesetzt wurde. In der Spielzeit 2014/15 entwickelte sich Hector zum Stammspieler und verpasste lediglich ein Meisterschaftsspiel. Zu Anfang der Saison 2015/16 wurde er vom Erstligisten FC Chelsea verpflichtet, der ihn jedoch bis Saisonende direkt zurück nach Reading verlieh.
Zur Saison 2016/17 wurde Hector für ein Jahr an den deutschen Bundesligisten Eintracht Frankfurt verliehen. Am 27. August 2016 debütierte er beim 1:0-Heimsieg gegen den FC Schalke 04 in der Bundesliga. In diesem Spiel sowie seinem ersten Pflichtspieleinsatz für Frankfurt im DFB-Pokal gegen den 1. FC Magdeburg wurde Hector jeweils des Feldes verwiesen. Sein erstes Tor in der Bundesliga erzielte er am 24. September 2016 zum 3:3-Endstand gegen Hertha BSC. Nach Saisonende kehrte Hector zu seinem Heimatverein FC Chelsea zurück und wurde zur neuen Saison an Hull City verliehen. Die Saison 2018/19 spielte er bei Sheffield Wednesday. Anschließend kehrte Hector kurzzeitig zum FC Chelsea zurück, der ihn bereits im September 2019 freistellte. Da der anvisierte Wechsel zum Zweitligisten FC Fulham erst im Januar 2020 realisiert werden konnte, einigten sich Partien darauf, dass Hector für den Rest des Kalenderjahres 2019 in Fulham mittrainierte.

### Nationalmannschaft
Hector debütierte am 13. Juni 2015 im Rahmen der Copa América 2015 in Chile bei der 0:1-Niederlage gegen Uruguay in der jamaikanischen Nationalmannschaft. Insgesamt kam er im Turnier dreimal zum Einsatz. Im Juli 2015 erreichte er mit dem Team beim Gold Cup in den Vereinigten Staaten das Finale, in dem die Mannschaft Mexiko mit 1:3 unterlag. Für die Copa América Centenario 2016 wurde Hector erneut in den jamaikanischen Kader berufen und absolvierte alle drei Spiele seiner Mannschaft. Auch bei der Copa América 2024 wurde Hector in drei Spielen eingesetzt.

## Erfolge
Eintracht Frankfurt
- DFB-Pokalfinalist: 2017

Nationalmannschaft
- Zweiter Platz beim CONCACAF Gold Cup: 2015